# Зоріле (Караш-Северін)
Зоріле (рум. Zorile) — село у повіті Караш-Северін в Румунії. Входить до складу комуни Копечеле.
Село розташоване на відстані 338 км на захід від Бухареста, 25 км на північний схід від Решиці, 71 км на південний схід від Тімішоари.

## Історія
Село Зоріле було засноване українськими переселенцями з північної Мармарощини в 1907–1910 роках, які приїжджали сюди на роботу в лісовому господарстві. Перше документальне свідчення про село датується 1910 роком. Уже в 1910–1911 роках, лише через кілька років після зведення перших будинків, Зоріле налічувало близько 150 дворів, а етнічний склад населення повністю представляли українці.
Спочатку село носило назву Золтанфалва або скорочено Золтан (угор. Zoltanfalva), яка була надана угорською владою. Після укладення Тріанонського мирного договору 1920 року землі Банату відійшли до Румунії, однак початкова назва села зберігалася ще декілька років, аж поки в 1922–1923 роках її не було змінено на нинішню назву.
У 1930 році населення села складало 1090 осіб, серед яких українців — 1085 осіб, румунів — 5 осіб.
З 1953 року Зоріле входило до складу комуни Згрібешть. Під час комуністичного періоду село не постраждало від колективізації.
1966 року проживало 1186 осіб, серед яких українців — 1080 осіб, румунів — 6 осіб. У 1977 році населення складало 951 особу, з яких 939 українців, 5 німців, 4 румун, 2 угорці та 1 єврей. За даними 1992 року в Зоріле налічувалося 632 жителів, серед них українців — 625 осіб, румунів — 7 осіб.

## Населення
За даними перепису населення 2002 року у селі проживали 525 осіб.
Національний склад населення села:
| Національність | Кількість осіб | Відсоток |
| -------------- | -------------- | -------- |
| українці       | 507            | 96,6%    |
| румуни         | 18             | 3,4%     |

Рідною мовою назвали:
| Мова       | Кількість осіб | Відсоток |
| ---------- | -------------- | -------- |
| українська | 507            | 96,6%    |
| румунська  | 18             | 3,4%     |